# Корінь лотосу

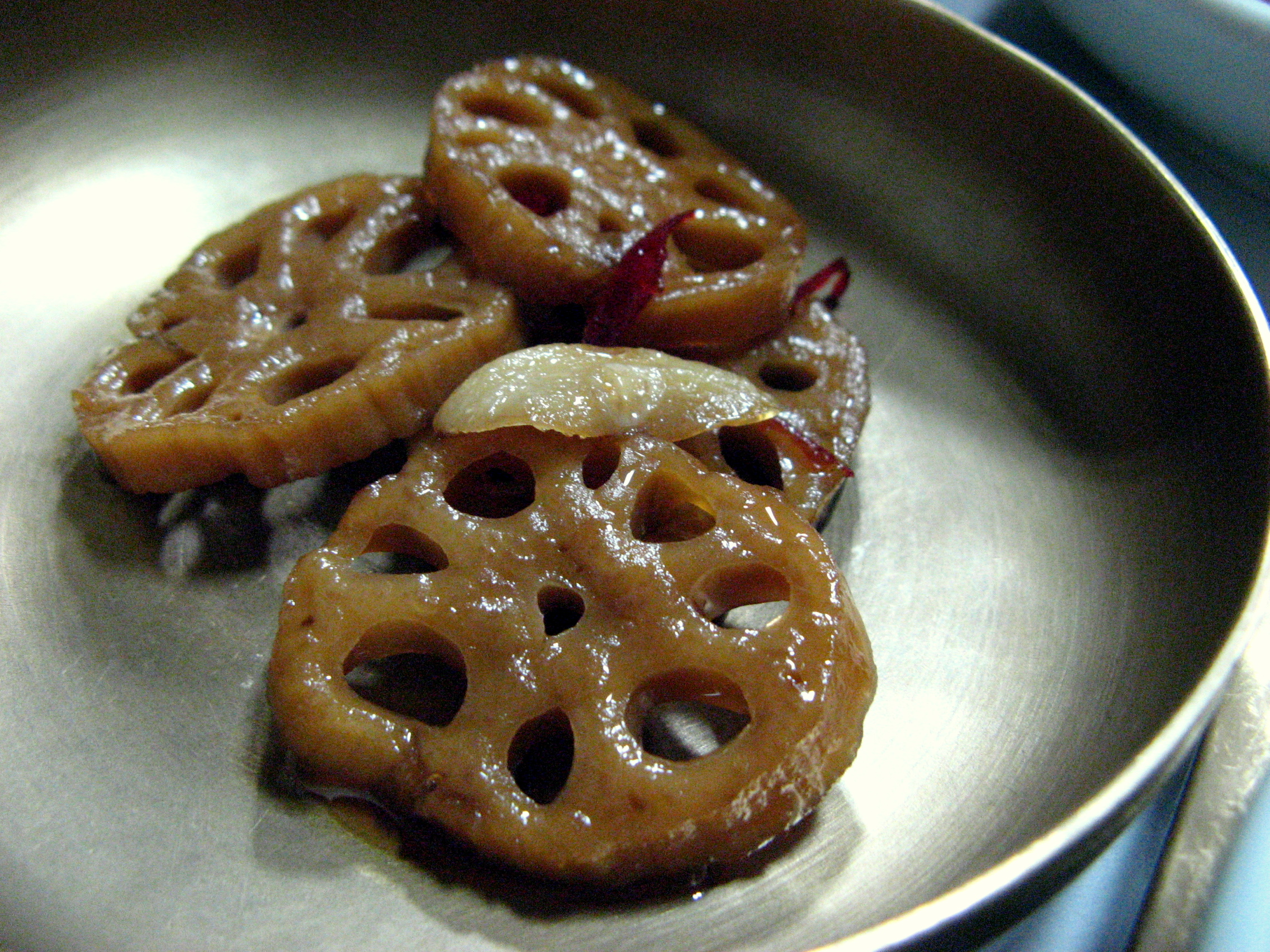
Солодкий корінь лотосу

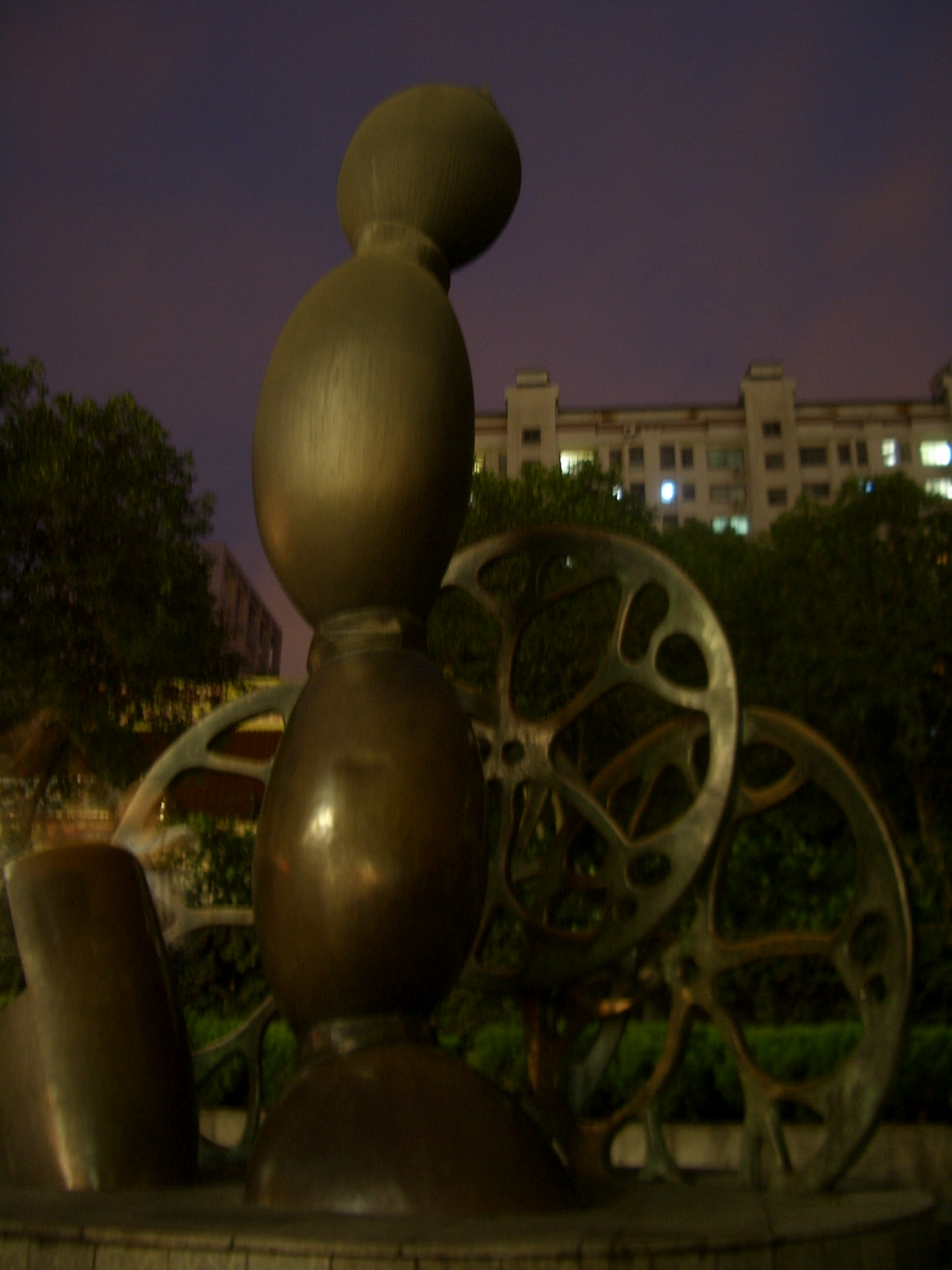
Роль кореня лотосу в кулінарії і культурі Китаю відображена в цьому монументі в Ухані

Корінь лотосу — підводна частина рослини індійського лотосу. Вважається делікатесом в японській, тайській та китайській кухні.

## Легенди
В Стародавній Греції були поширені розповіді про людей, що харчуються лотосом, — «Лотофагах» («поїдають лотоса»). За переказами, той, хто покуштує квітів лотосу, ніколи не захоче розлучитися з батьківщиною цієї квітки.

## Отрута лотосу
При неправильному приготуванні й несвоєчасному збиранні корінь лотосу може бути отруйним. Алкалоїд нелюмбін — може викликати запаморочення, блювоту, посилювати серцебиття. При великих дозах можливий і летальний результат, за умови, що не надана медична допомога.

## Приготування
Варіанти приготування кореня лотосу:
- смаження
- тушкування
- маринування
- варіння
- зацукровування

Скибочки кореня лотосу використовуються для прикрашання страв.

### Приклади японських страв з коренем лотосу
- Субасу (кисло-солодкий корінь лотосу)[1]
- комбу то ренкон-но німоно (варена морська капуста і корінь лотосу)[2]
- Темпура з кореня лотоса[3]

В японській кухні корінь лотосу відноситься до весняних страв.

### Приклади китайських страв з коренем лотоса
- Солодкий корінь лотоса з томатом[5]
- Зацукровані скибочки кореня лотосу

Корінь лотоса також входить як важливий інгредієнт в деякі м'ясні супи в китайській кухні.

## Харчова цінність
Корінь лотосу складається в основному з крохмалю, містить 15 % цукру та невелика кількість інших поживних речовин.